# Споровский биологический заказник
Споровский заказник (бел. Спораўскі заказнік) — биологический заказник республиканского значения, созданный 15 августа 1991 года постановлением Совета министров БССР от 15.08.91 № 315. Располагается в Белорусском Полесье на территории четырёх районов Брестской области — Берёзовском, Дрогичинском, Ивацевичском и Ивановском, на существенной части Обровского болота.

## История
Республиканский биологический заказник «Споровские болота» был создан 15 августа 1991 года согласно постановлению Совета министров БССР № 315 и на момент создания имел общую площадь 11 288 га. Целью создания заказника являлось сохранение эталонных участков естественных болотно-луговых и лесных угодий с богатым растительным и животным миром, стабилизация гидрологического режима территории, сохранение устойчивых запасов рыб и других водных животных и растений, а также их рациональное использование.
23 февраля 1999 года Совет министров Республики Беларусь утвердил постановление № 281, согласно которому заказник был переименован в республиканский биологический заказник «Споровский», а его границы были расширены до 19 384 гектаров. 22 ноября 1999 года он первым в Белоруссии получил статус Рамсарского водно-болотного угодья международного значения (критерии 1а, 2а). Также с 1998 года заказник включён в перечень территорий, важных для птиц (код — BY002-003, критерии А1, В2, В3). С 23 февраля 1999 Споровский заказник имеет статус заказника республиканского значения с биологическим профилем.
С 2006 года Споровский биологический заказник является пилотной территорией проекта ЕС/ПРООН «Clima-East: сохранение и устойчивое управление торфяниками в Республике Беларусь для сокращения выбросов углерода и адаптации болотных экосистем к изменению климата, содействуя общим усилиям по снижению воздействия на изменение климата и адаптации к его последствиям», целями которого являются содействие сокращению выбросов парниковых газов в атмосферу и формирование современных подходов в области климатической политики в странах-партнёрах.
В 2009 году Споровский заказник был включён в Изумрудную сеть территорий особого (общеевропейского) природоохранного значения (код BY0 000 003).

## Общие сведения
Споровский заказник находится в границах четырёх административных районов Бресткой области: Берёзовском (12 376 га), Дрогичинском (4282 га), Ивацевичском (863 га) и Ивановском (1863 га), на существенной части Обровского болота.
Территория заказника представляет собой один из крупнейших в Европе комплексов пойменных низинных болот, которые сохранились почти в неизменном состоянии: единственный в Белоруссии, он избежал крупномасштабной мелиорации. Благодаря своим размерам, болотный массив остаётся стабильной экосистемой, которая в некоторой степени не зависит от изменений на окружающих территориях.
В центре заказника протекает река Ясельда с очень извилистым и заросшим водной растительностью руслом. Пойма имеет ширину от 0,5 до 2 км по обе стороны русла и представляет собой типичное низинное болото. В центре заказника располагается Споровское озеро. Основная территория заказника занята открытыми низинными болотами (43,2 %), низинные болота с мозаичным размещением кустарника занимают 17,9 % площади, доля заболоченных земель, заросших кустарником, составляет 4,1 %. Среди болот разбросаны многочисленные возвышенности и холмы (минеральные острова), которые в прошлом были покрыты дубравами и сосновыми лесами, но позже были вырублены для выпаса скота. На сегодняшний день большая часть сельскохозяйственных угодий заброшена, и на них восстановлена естественная растительность.
На территории заказника можно выделить следующие основные биотопы: низинные болота — 51,1 %, леса — 32,8 %, озёра, водохранилища, залитые водой торфоразработки, реки и каналы — 8,9 %, луга — 3,4 %, иные биотопы — 2,8 %.
Территория заказника используется для следующих видов хозяйственной деятельности: сенокошение и выпас скота (10-15 % площади), лесное хозяйство, охота и рыболовство. Осушённые участки используются для ведения сельского хозяйства, в основном для выращивания зерновых культур.

## Биологическое разнообразие

### Фауна
На территории Споровского биологического заказника обитает 25 видов крупных и средних млекопитающих: лось, европейская косуля, благородный олень, кабан, енотовидная собака, лесной хорёк, горностай, каменная куница и лесная куница, обыкновенная лисица, заяц-русак, американская норка, речной бобр, ондатра, выдра, волк, барсук. Здесь водятся 6 видов рептилий, особенно многочисленны ящерицы — прыткая и живородящая, обыкновенный уж, а также 8 видов амфибий, 34 вида рыб и более 245 видов насекомых. Из земноводных наиболее обычны остромордая и травяная лягушки, а из редких встречается камышовая жаба, которая занесена в Красную книгу Республики Беларусь. В ихтиофауне представлены щука, плотва, линь, лещ, карась, карп, густера, окунь, встречаются канальный сомик, трёхиглая колюшка, колюшка девятииглая и другие, из редких — речная минога .
Богатством отличается орнитофауна заказника: она включает 123 видов, 32 из которых занесены в Красную книгу Республики Беларусь, среди них — выпь, чёрный аист, болотная сова, обыкновенный зимородок. Споровский — одно из немногих мест в Европе и единственное в Белоруссии, где гнездится вертлявая камышовка (лат. Acrocephalus paludicola). Около 9 % мировой популяции этой птицы выводит здесь своё потомство, зарегистрирована численность от 1360—2120 самцов, что является самой высокой в мире концентрацией особей данного вида.

### Флора
Растительный мир заказника очень разнообразен — он включает более 600 видов сосудистых растений, что составляет около 35 % произрастающих в республике. Есть среди них и лекарственные травы, а 20 видов занесены в Красную книгу Республики Беларусь. Среди редких и находящихся под угрозой исчезновения можно отметить такие виды растений, как: пыльцеголовник красный (лат. Сephalanthera rubra), кокушник комарниковый (лат. Gymnadenia conopsea), башмачок настоящий (лат. Cypripedium calceolus), ирис сибирский (лат. Iris sibirica), пушица стройная (лат. Eriophorum gracile), осока теневая (лат. Carex umbrosa), горечавка крестовидная (лат. Gentiana cruciata), гроздовник многораздельный (лат. Botrychium multifidum), ликоподиелла заливаемая (лат. Lycopodiella inundata), тайник яйцевидный (лат. Listera ovata), крапива киевская (лат. Urtica kioviensis), дремлик тёмно-красный (лат. Epipactis atrorubens), любка зелёноцветная (лат. Plathanthera chlorantha), воробейник лекарственный (лат. Lithospermum officinale) и кувшинка белая (лат. Nymphaea alba).
В заказнике ведётся работа по высадке и адаптации бубенчика лилиелистного с целью воссоздать естественную популяцию.

## Туризм
Споровский заказник является перспективным с точки зрения экотуризма, уже на 2012 год 4 проложенные по нему маршрута были популярны как среди посетителей из Белоруссии, так и иностранцев.
Ежегодно в заказнике проходит конкурс косцов — национальный чемпионат по ручному сенокошению низинных болот.

## Угрозы
Споровский заказник является предметом конфликта интересов местной районной администрации и жителей, которым требуется земля для ведения хозяйственной деятельности, и экологического сообщества, занятого охраной природного комплекса и сохранения обитающих в нём редких видов.
Мелиорация земель и спрямление русла реки Ясельды выше заказника привело к нарушению гидрологического режима; в последние годы весенние паводки отсутствуют, но участились летние наводнения. Экосистема Споровского биологического заказника страдает от загрязнения вод Ясельды тяжёлыми металлами, пестицидами, органическими веществами; вспашка земель на минеральных островах приводит к исчезновению краснокнижных растений; сокращение сенокосов приводит к зарастанию открытых низинных болот кустарниками. Кроме того, местные жители ежегодно совершают весенний пал растительности, а в условиях засушливой весны и отсутствия паводков вместе с растительностью выгорает верхний слой почвы, корни растений и все насекомые. На таких выжженных болотах и лугах перестаёт гнездиться большинство видов птиц.
Все эти негативные факторы привели к этому, что в период с 2010 по 2017 год численность вертлявой камышовки снизилась более чем в три раза.
В 2016 году на территории заказника, а также в водоохранной зоне озера Чёрного велась незаконная добыча янтаря, в результате чего деградировало 8000 м² земель.